# Cacoceria
Cacoceria là một chi ruồi trong họ Syrphidae.